# Parias (bande dessinée)

Couverture du tome 1 de la BD Parias

Parias est une bande dessinée fantastique française en série, réalisée par les auteurs Tony Emeriau pour le scénario et Boris Beuzelin au dessin. Editée par Komics Initiative dans la collection Mavericks, elle est produite en format "comics". 
Les auteurs définissent leur genre comme étant du Mécatopique - Steampunk, dont le genre en bande-dessinée Steampunk est un sous-genre du Cyberpunk littéraire. Ce terme mécatopique, un néologisme de l'auteur Nicolas P. Baptiste, accompagne désormais la production de la série, pour définir en quelque sorte un mouvement français (du moins francophone) et se réclamant de l'auteur Jules Verne, dans des univers d'utopies mécaniques. 

## Synopsis
Dans le premier album "Contraints & forcés", le décor est posé : A la fin du XIXe siècle, la France panse encore ses plaies alors qu'un nouveau fléau s'abat sur elle : la lèpre bleue. C'est à cette période que cinq personnes apparaissent, chacune dotée de capacités hors du commun. Qui sont-elles ? Quel est leur but ? Vous aimez les X-Men, Lady Mechanika, Hellboy, Umbrella Academy, La Ligue des Gentlemen Extraordinaires et La Brigade Chimérique ? Découvrez les premières aventures d'une équipe de super-héros pas comme les autres.
Le troisième album édité, un hors série, dévoile un récit issu de l’univers de Parias en décembre 1896. Après quelques mois de calme apparent et suite à de curieux événements impliquant un groupe ostensiblement belliqueux dénommé « Les Parias », les rues de Paris-La-Nouvelle se retrouvent à nouveau à feu et à sang. Dans le chaos général, deux individus tentent de fuir…

## Auteurs
- Tony Emeriau
- Boris Beuzelin

## Albums
1. Parias - Contraints & forcés ! (2021)
2. Parias - Ennemis publics (2022)
3. (Hors série) Parias - La cagoule et le pisse copie (2024)